# Anima vonósnégyes

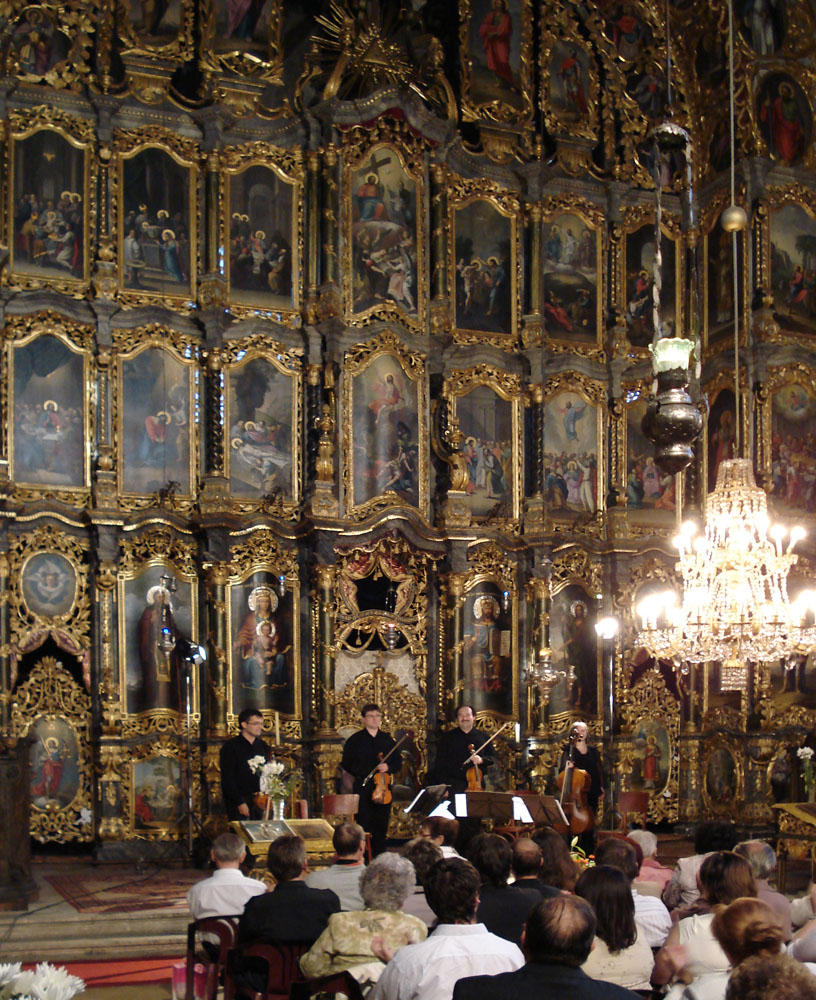
Az Anima vonósnégyes az Ortodox templomban, a 2009-es Bartók+Bécs Operafesztiválon

Az Anima vonósnégyes 2000-ben alakult a Miskolci Szimfonikus Zenekar tagjaiból. Primáriusa Soós Gábor hegedűművész, aki 2016-ig a Miskolci Szimfonikus Zenekar első koncertmestere volt, a második hegedűs 2009-től Vitányi Csaba (2008-ig Bekes Anna), mélyhegedűn Krajnik Ágoston, csellón Lipták Zsuzsanna játszik.

## Története
A kvartett megalakulása idején nem működött Miskolcon állandó vonósnégyes, az ezt megelőző Gál-vonósnégyes – 14 éves sikeres működés után – 1986-ban szűnt meg.
Az Anima vonósnégyes végérvényesen a 2003-as Bartók + Mozart Operafesztiválon robbant be a köztudatba, amikor Bartók és Mozart műveinek előadásával hatalmas sikerrel szerepeltek az Ortodox Szentháromság templomban. A siker okán azóta majd’ mindegyik Operafesztiválon felléptek. A vonósnégyes helyi fellépésein kívül rendszeresen szerepel más magyarországi városokban is. Élőben játszottak a Magyar Rádióban, felléptek a Miskolci Kamarazenei Nyár és a Borsodi Zenei Fesztivál rendezvényein (ez utóbbinak ők voltak a reklámarca). Koncerteztek Svájcban, Olaszországban, Szlovákiában, sőt Mauritiuson is. 
Nagy hangsúlyt fektetnek az ifjúság zenei nevelésre is. Évente sok koncertet adnak hátrányos helyzetű térségek iskoláiban, óvodáiban. Koncertjeiken – a korral lépést tartva – multimédiás eszközöket is bevetnek. 2011 januárjában felléptek a brüsszeli Magyar Kulturális Intézetben, az Operafesztivál bemutatkozása alkalmából rendezett kiállításon. A vonósnégyes elismertségét jelzi az is, hogy Kerek Gábor zeneszerző darabot írt számukra.
2013. május 11-én, Miskolc város ünnepén, Reményi Ede zenei díjat kaptak.